# 마츠모토 유 (패션 모델)
마츠모토 유(일본어: 松本 優, 1997년 4월 27일 ~ )는 일본의 패션 모델이다. 오사카부 사카이시 출신.